# Winona (Texas)
Winona è una città degli Stati Uniti d'America, situata nello Stato del Texas, nella Contea di Smith.